# Brasil Open 2000
Il Brasil Open 2000 è stato un torneo di tennis giocato sulla terra rossa. È stata la 12ª edizione del torneo, che fa parte della categoria Tier IV nell'ambito del WTA Tour 2000. Si è giocato a San Paolo in Brasile dal 14 al 20 febbraio 2000.

## Campionesse

### Singolare
Rita Kuti-Kis ha battuto in finale  Paola Suárez 4–6, 6–4, 7–5

### Doppio
Laura Montalvo /  Paola Suárez hanno battuto in finale  Janette Husárová /  Florencia Labat 5-7, 6-4, 6-3